# Мезоскопическая физика
Мезоскопи́ческая фи́зика (мезоско́пика; от др.-греч. mesos — промежуточный и англ. scoрe — сфера действия или от др.-греч. σϰοπέω — наблюдать, исследовать) — раздел физики конденсированных сред, в котором рассматриваются свойства систем на масштабах промежуточных между макроскопическим и микроскопическим. Свойства таких систем нетривиальным образом зависят от их размера. Термин ввёл в 1981 году датский физик Ван Кампен. Многие законы, полученные в макроскопической физике, неприменимы в области мезоскопических размеров, например последовательно соединённые сопротивления нельзя вычислить суммированием отдельных сопротивлений, а следует учитывать квантовые эффекты. Именно мезоскопические размеры накладывают ограничения на классический транспорт в полупроводниках. Мезоскопика возникла в 80-х годах XX века как ответ на технологический прогресс микро- и нанолитографии, роста монокристаллов, а также инструментов типа сканирующего туннельного микроскопа, позволяющего проводить измерения на атомарном уровне.
Под микроскопическим масштабом понимают размеры, сравнимые с размерами одного атома или с длиной одной химической связи, то есть с боровским радиусом. Под макроскопическим понимают масштаб, при котором из-за неупругих столкновений теряется квантовая когерентность или фазовая когерентность — то есть становится невозможной интерференция траекторий частиц. Это происходит из-за неупругих столкновений носителей, например при рассеянии на фононах или точечных дефектов, что сбивают фазу волновой функции. Этот размер характеризуется длиной сбоя фазы и играет роль характерного масштаба при рассмотрении эффектов, которые приводят к поправкам к проводимости, где важна интерференция, таким как слабая локализация, универсальные флуктуации проводимости, эффект Ааронова — Бома. Одна из задач мезоскопики заключается в учёте таких интерференционных членов в проводимости макроскопических образцов.
С точки зрения транспорта в структурах под микроскопическим масштабом следует понимать всякий размер меньше длины свободного пробега носителей тока. Стоит учитывать, что если система обладает макроскопической когерентностью, то это тоже мезоскопическая система, как в случае сверхпроводников. Топологически защищённые состояния, как в случае квантового эффекта Холла, которые можно наблюдать даже при комнатной температуре в графене, тоже мезоскопическая система. Соответственно, мезоскопическая физика изучает явления сильной и слабой локализации, туннелирования и прыжковой проводимости. Мезоскопическими являются такие системы, свойства которых определяются поведением одной квазичастицы.
Границы макроскопической области существенно зависят от температуры и характера движения частиц (является ли он баллистическим или диффузионным).
Согласно этому определению к мезоскопической физике относятся не только явления в устройствах с мезоскопическими размерами, но и явления в макроскопических устройствах, которые происходят на мезоскопических масштабах, то есть определяются интерференцией. Например, к задачам мезоскопической физики относят нахождение квантовых поправок к сопротивлению макроскопических образцов.

## Обзор
Квантовая когерентность — основное понятие мезоскопической физики, которое определяется для слабовзаимодействующих квазичастиц в мезоскопических системах движущихся в самосогласованном поле. Оно характеризуется временем фазовой когерентности, связанным с длиной фазовой когерентности, которая типично много больше расстояния между атомами. Длина фазовой когерентности увеличивается при уменьшении температуры, и уменьшается при увеличении количества дефектов в системе. Именно эта длина, которая оказывается порядка размеров изучаемой системы характеризует наличие мезоскопического транспорта в системе. В мезоскопике электронный транспорт описывается в формализме Ландауэра — Бюттикера, который позволяет ответить на вопрос о линейной проводимости или просто проводимости многоконтактных (двухконтактный образец, холловский мост, ван дер Пау геометрия) образцов. Тип контактов (омические, туннельные) приобретает важное значение при изучении транспорта в мезоскопических образцах. Например, при достаточно малого размера островка и двух туннельных контактов влияние кулоновского взаимодействия приводит к эффекту кулоновской блокады, когда в проводящей системе ток не может течь пока электрон не покинет островок. Если островок имеет размер много больший фермиевской длине волны и много меньше, чем длина свободного пробега возникает транспорт типа бильярда, когда электрон вынужден многократно отражаться от стенок островка прежде чем попасть во второй контакт.
Исторически, мезоскопическая физика изучала вопросы когерентного транспорта в неупорядоченных системах. При достаточно малом размере изучаемых систем (порядка длине фазовой когерентности) проводимость больше не описывалась классической формулой Друде, и возникали квантовые поправки к проводимости, среди которых слабая локализация, эффект Ааронова — Бома, универсальные флуктуации кондактанса. Транспорте в таких системах размера порядка a, при условии
{\displaystyle \lambda _{F}\ll l\ll a\ll L_{\phi }\,,}
где λF — фермиевская длина волны, l — длина свободного пробега, Lφ — длина фазовой когерентности, существенно зависит от беспорядка. При низких температурах длину фазовой когерентности можно оценить величиной порядка 1 μм. В то же время фермиевская длина волны электронов для типичного металла составляет 0,1 нм, а для двумерного электронного газа в гетероструктурах GaAs/AlGaAs она достигает 100 нм. По мере того, как прогресс в технологиях и особенно в нанолитографии позволял выращивать всё более чистые материалы и достигать более низкие температуры — размеры мезоскопических систем росли — ведь они ограничены только длиной фазовой когерентности. Появились системы с длиной свободного пробега порядка микрона или десятков микрон. Баллистические структуры демонстрируют необычное поведение в магнитном поле. Например, для достаточно малых размеров (геометрия «крест») возможно разрушение квантового эффекта Холла, который славится свой нечувствительностью к дефектам, но в чистых баллистических системах может пропадать.
Свойства мезоскопических систем могут качественно отличаться от макроскопических. Например, в кольцевом макроскопическом проводнике, помещённым в изменяющееся внешнее магнитное поле возникает ток, в то же время для мезоскопического кольца незатухающий ток возникает при постоянном магнитном потоке.

## Квантовые поправки к проводимости

### Мезоскопический образец
Для изучения электронного (или фононного) транспорта в мезоскопическом образце или мезоскопической системе, он должен иметь контакты со внешней средой. Такие контакты также называемые резервуарами или берегами, через которые можно пропускать ток обладают макроскопическими размерами и находятся в термодинамическом равновесии, характеризующимся термодинамической температурой и химическим потенциалом. Электроны в контактах подчиняются статистике Ферми — Дирака, но если между контактами приложена разность потенциалов или разница температур, то сам мезоскопический образец не будет находиться в равновесии с контактами. В мезоскопическом образце протекание тока — это сильно неравновесный процесс, поскольку электроны, попадающие в систему из разных контактов, имеют различные энергии.

### Теория Друде
Теория Друде появилась в 1900 году, но основные выражения для некоторых физических величин (для эффекта Холла, высокочастотной проводимости) используют и сейчас, хотя смысл некоторых параметров поменялся из-за современного знания кинетических явлений в металлах и полупроводниках. Уровень Ферми в металлах находится в зоне проводимости — таким образом приложенное электрическое поле ускоряет электроны пока они не испытывают рассеяние из-за дефектов. Теория Друде, в современной трактовке, учитывает усреднение по рассеивателям, вызывающие неупругие столкновения и представляет собой одноэлектронную модель. Для удельной проводимости металла используется следующее выражение
{\displaystyle \sigma ={\frac {ne_{0}^{2}\tau }{m^{*}}}\,,}
где {\displaystyle \sigma } — удельная электрическая проводимость, {\displaystyle n} — концентрация электронов, {\displaystyle e_{0}} — элементарный заряд, {\displaystyle \tau } — время релаксации по импульсам (время, за которое электрон «забывает» о том, в какую сторону двигался), {\displaystyle m^{*}} — эффективная масса электрона.
Эта формула описывает все размерности, поскольку её размерность изменяется для концентрации. Время релаксации описывает рассеяние на большие углы — в таком случае электрон не движется в направлении приложенного электрического поля. Формула имеет смысл только для классического (или квазиклассического) транспорта, где несущественен вклад квантовых явлений. Согласие с экспериментом удельных проводимостей в квазиклассическом подходе, где электронные транспортные свойства хорошо описываются усреднением по беспорядку. Но в 80-х годах XX века оказалось, что в мезоскопических образцах это не так.
Многие квантовые явления, например связанные с интерференцией, в мезоскопике рассматривают как поправки к удельной проводимости заданной формулой Друде.

### Эффект Ааронова — Бома
Эффект Ааронова — Бома проявляется в том, что при движении в магнитном поле волновая функция электрона приобретает дополнительный сдвиг фазы равный
{\displaystyle \delta \phi =-{\frac {e}{\hbar }}\int _{L}{\textbf {A}}\cdot d{\textbf {L}}\,,}
где L — обозначает траекторию электрона, dL — элемент длины этой траектории, A — векторный потенциал связанный с магнитным полем, e — элементарный заряд. Если рассмотреть какую-нибудь замкнутую траекторию, эта дополнительная фаза должна повлиять на интерференционную картину. Например, если электрон двигается в проводящем золотом кольце, соединённым с двумя контактами, а магнитное поле B направлено перпендикулярно плоскости кольца, то данная фаза повлияет на интерференцию между путями расположенными в разных каналах кольцевого интерферометра. При достаточно низких температурах будут наблюдаться осцилляции проводимости этой мезоскопической системы при изменении магнитного поля
{\displaystyle G(B)=G(0)+\delta G_{0}\cos \left(\delta _{0}+2\pi {\frac {BS}{h/e}}\right)\,,}
где S— площадь кольца, h/e — квант магнитного потока.

### Слабая локализация
При сильном беспорядке нарушения периодической структуры кристалла настолько велики, что радиус локализации сравним с расстоянием между атомами. Такая система испытывает андерсоновскую локализацию или сильную локализацию и становится непроводящей. При этом
произведение длины свободного пробега электрона le и фермиевского импульса становится меньше постоянной Планка (это условие называется критерием Иоффе — Регеля)
{\displaystyle p_{F}l_{e}\leq \hbar \,.}
В другом пределе электроны делокализованы
{\displaystyle p_{F}l_{e}\gg \hbar }
волновые функции электрона приобретают вид блоховских волн. Если информация о фазе волновой функции сохраняется порядка времени фазовой когерентности, то все процессы рассеяния сохраняющие фазы приводят к интерференции. В этом длина свободного пробега много меньше длины фазовой когерентности и процесс рассеяния можно отобразить как показано на рисунке. Интерференция возникает для двух возможных путей обходов вдоль траектории. Конструктивная интерференция приводит к увеличению вероятности обнаружить частицу в начале пути — что соответствует увеличению рассеяния или уменьшению проводимости или наоборот деструктивная интерференция соответствует невозможности обнаружить частицы в начале пути, увеличению проводимости. Начальная точка определяется из соотношения неопределённости. Поправка к проводимости для d-мерного случая описывается интегралом
{\displaystyle {\frac {\Delta \sigma _{3}}{\sigma }}=-\int \limits _{\tau }^{\tau _{\varphi }}{v_{F}\lambda ^{d-1}dt \over {\bigl (}Dt{\bigr )}^{d/2}}\,,}.
где τ — время релаксации по импульсам, τφ — время фазовой когерентности, D — коэффициент диффузии, λ — де Бройлевская длина волны электрона. Время фазовой когерентности определяется неупругими процессами, то есть меняющими энергию электрона. Рассеяние на электронах и фононах — основные процессы влияющие на τφ. При температурах менее и порядка 1К на время фазовой когерентности влияет электронное рассеяние на электронах, а при больших вклад вносят фононы. Для двумерной системы поправку к проводимости из-за слабой локализации модно записать в виде
{\displaystyle \Delta \sigma _{2}\approx -{\frac {e^{2}}{\hbar }}\ln {\frac {\tau _{\phi }}{\tau }}\approx -2{\frac {e^{2}}{\hbar }}\ln {\frac {L_{\phi }}{l_{e}}}}
Экспериментально для тонких плёнок, любой механизм неупругого рассеяния для времени фазовой когерентности имеет степенную зависимость, поэтому температурная зависимость поправки имеет также логарифмический вид.

### Универсальные флуктуации кондактанса
Универсальные флуктуации кондактанса представляют собой случайные вариации полной проводимости в мезоскопических системах, возникающие из-за квантовой интерференции электронных волн, рассеивающихся на случайно расположенных центрах рассеяния. Амплитуда флуктуаций определяется соотношением
{\displaystyle \langle \delta G^{2}\rangle ^{1/2}\approx {\frac {e^{2}}{h}}\,,}
где e — элементарный заряд, а h — постоянная Планка. Данный эффект носит универсальный характер, поскольку его величина не зависит от конкретных параметров проводника, таких как материал, размер или форма, что приводит к значительным различиям в кондактансе даже для образцов, изготовленных из одного материала. При изменении внешних параметров (например, магнитного поля, энергии Ферми или распределения центров рассеяния) наблюдаются характерные шумовые зависимости полной проводимости, отражающие детерминированный набор интерференционных эффектов. При нулевой температуре когерентность интерференционных процессов сохраняется для любого конечного образца, а при повышении температуры уменьшается длина когерентности, что требует уменьшения размеров образца для наблюдения эффекта. Таким образом, универсальные флуктуации кондактанса демонстрируют фундаментальное влияние квантовой интерференции на транспортные свойства твердых тел и способствуют пересмотру классических представлений о проводимости.

## Формализм Бюттикера — Ландауэра
Ландауэр рассмотрел идеальный одномерный случай транспорта в двухконтактном образце с барьером в 1957 году. Идеальность подразумевает отсутствие рассеяния. Единственный источник беспорядка задаётся коэффициентом пропускания барьера T. При коэффициенте пропускания равным единице канал полностью прозрачен. Если ситуация неидеальна, то часть электронов отражается с вероятностью R=1-T. Электронные резервуары подсоединённые с заданными химическими потенциалами поставляют электроны в систему. При разнице в химических потенциалах между правым и левым контактами при приложении напряжения μ1-μ1=eV возникает ток I в системе. Можно показать, что при нулевой температуре (случай полного вырождения) кондактанс одномерного канала (учтено спиновое вырождение), измеренного между двумя внешними резервуарами, равен
{\displaystyle G={\frac {I}{\mu _{1}-\mu _{2}}}={\frac {e^{2}}{\pi \hbar ^{2}}}T\,,}
который при идеальном прохождении остаётся конечным и связан с термализацией электронов в контактах. Более строго эта зависимость вычисляется с использованием формулы Кубо. Несмотря на то, что это выражение напоминает обычный закон Ома, интерференция приводит к тому, что результат для двух последовательных барьеров уже не согласуется с классическим результатом и обычно оказывается больше, чем сумма сопротивлений.
Одномерный случай представляет собой простейшую задачу о баллистическом транспорте в системе с одним рассеивателем. Она оказывается довольно универсальна когда речь идёт о транспорте в одномерных системах. Для общего случая рассматривают квазиодномерную систему и считают, что система поддерживает N мод, каждая из которых служит отдельным проводящим каналом и проводит ток в соответствии с характеристикой рассеивателей в системе. Задача формулируется в терминах многоканального рассеивания, когда мода i может пройти или отразиться с вероятностями Tij, Rij соответственно в j-тый канал. Полная вероятность прохождения и отражения в канале i задаются выражениями
{\displaystyle T_{i}=\sum _{j}T_{ij}\,\,\,R_{i}=\sum _{j}R_{ij}\,.}
В сумме кондактанс многомодовой системы при разности химических потенциалов много меньших теплового размытия (~kT) приобретает вид интеграла по энергии
{\displaystyle G={\frac {e^{2}}{\pi \hbar }}\int dE\left({\frac {\partial f}{\partial E}}\right)\sum _{i}T_{i}(E)\,,}
где f — функция Ферми — Дирака.

### Квантовый точечный контакт
Как показано выше для одномерных проводящих каналов проводимость квантуется. Такая ситуация возникает во многих системах в мезоскопической физике. Нанопроволока или графеновые наноленты, углеродные нанотрубки — это типичные примеры одномерных систем. Существуют также системы, которые формально не являются одномерными, но ведут себя в соответствии с формулой Ландауэра — это система с двумерным электронным газом (ДЭГ) в квантующем магнитном поле и квантовый точечный контакт. Квантовый точечный контакт представляет собой микросужение в ДЭГ сформированное посредством нанолитографии. Его формируют с помощью мезы — полностью удаляют ДЭГ, но это увеличивает количество дефектов по краям проводящего канала или формируют локальные затворы, которые обедняют часть ДЭГ с помощью эффекта поля. Сужение имеет размер сопоставимый с длиной волны электрона, которая определяется законом дисперсии и уровнем Ферми и быть много меньше, чем длина свободного пробега электронов — что приводит к возникновению баллистического транспорта носителей тока в системе. Размер сужения настолько мал, что формирует барьер для электронов, в котором существует несколько квантованных уровней энергии — определяемый квантованием при поперечном движении, зависящем от размера и эффективной массы электронов, но в то же время при движении вдоль канала волновые функции электронов представимы в виде плоских волн. Если уровень Ферми в системе превышает основной уровень квантования в микросужении, то возникает ток в системе. Микросужение характерно тем, что канал сформированный электростатически меняется плавно в зависимости от расстояния до самого узкого места. Это приводит к адиабатическому транспорту — то есть если электрон попадает в область микросужения с достаточной энергией, то он проходит его, тем самым формируя идеальный коэффициент пропускания T=1 для всех мод. Ступеньки в кондактансе полученные из выражение приведено выше принимают вид
{\displaystyle G_{qpc}=N{\frac {e^{2}}{\pi \hbar ^{2}}}\,,}
где N — это число поперечных мод в микросужении. При повышении температуры наблюдается размытие ступеней в связи с уширением распределения Ферми — Дирака.

## Квантовый эффект Холла
Квантовый эффект Холла наблюдается в двумерной проводящей системе. Эффект заключается в возникновении ступеней со значением холловских сопротивлений — измеренных в геометрии моста Холла — кратным постоянной Клитцинга был открыт в 1980 году в кремнии. Теория Друде хорошо описывает поведение ДЭГ в сильных классических магнитных полях, поскольку как было показано выше в слабых полях возникают поправки к проводимости, но из-за квантования спектра электронов в сильном перпендикулярном квантующем магнитном поле ситуация кардинально меняется. Вместо линейной зависимости холловского сопротивления от магнитного формировалась серия ступенек, причём продольная компонента сопротивления обращалась в величину близкую к нулю. В оригинальной работу было показано, что квантование выполнялось с хорошей относительной точностью порядка 1⋅10-7. Возникновение ступенек связано с формированием одномерных проводящих каналов на краях образца, транспорт в которых можно описать в терминах теории Бюттикера — Ландауэра для геометрии холловского моста.

## Прыжковый транспорт
Прыжковая проводимость — это механизм переноса заряда в неупорядоченных полупроводниках за счет прыжков электронов между локализованными энергетическими уровнями, активный при низких температурах, когда делокализация электронов ограничена. Электроны получают энергию для прыжка от фононов, соответствующую kT. Основной вклад в проводимость при умеренно низких температурах вносят прыжки между близкими уровнями, при этом удельное электрическое сопротивление зависит от температуры по экспоненциальному закону {\displaystyle \rho \approx \exp(aT^{-\alpha })}, где 𝛼=1. При крайне низких температурах средняя длина прыжка увеличивается, влияя на сопротивление по закону Мотта, где показатель степени 𝛼 часто равен 1/4. В легированных полупроводниках прыжковая проводимость возможна только при наличии свободных состояний и наблюдается при температурах ниже 10К.